# Bamar
Els bamar o simplement birmans són l'ètnia majoritària de Birmània. Van arribar al país vers el 800 i es van barrejar amb els mon, thet i pyu. Són el principal grup ètnic del país, i formen més del 60% de la població, encara que se sospita que aquesta xifra ha estat inflada pel govern.